# Karauli
Karauli là một thành phố và khu đô thị của quận Karauli thuộc bang Rajasthan, Ấn Độ.

## Địa lý
Karauli có vị trí 26°30′B 77°01′Đ / 26,5°B 77,02°Đ Nó có độ cao trung bình là 275 mét (902 feet).

## Nhân khẩu
Theo điều tra dân số năm 2001 của Ấn Độ, Karauli có dân số 66.179 người. Phái nam chiếm 53% tổng số dân và phái nữ chiếm 47%. Karauli có tỷ lệ 53% biết đọc biết viết, thấp hơn tỷ lệ trung bình toàn quốc là 59,5%: tỷ lệ cho phái nam là 65%, và tỷ lệ cho phái nữ là 41%. Tại Karauli, 19% dân số nhỏ hơn 6 tuổi.